# Warner Bros.
Warner Bros. Entertainment (známé též pod názvem Warner Bros. nebo zkratkou WB) patří k největším světovým producentům filmových a televizních děl. V současné době je součástí konglomerátu Warner Bros. Discovery a sídlí v Burbanku ve státě Kalifornie v USA.
Warner Bros. zahrnuje dceřinou televizní společnost Warner Bros. Television Studios a filmovou divizi Warner Bros. Pictures Group, do které patří studia Warner Bros. Pictures, New Line Cinema, Warner Bros. Pictures Animation, Castle Rock Entertainment a DC Studios.
Warner Bros. má svá vlastní studia i v Evropě a to v Německu, Velké Británii, České republice a Itálii.

## Historie
Společnost založili 4. dubna 1923 čtyři bratři Warnerové (původní jméno rodiny, která emigrovala z Polska bylo Wonskolaser nebo Wonsal): Harry, Albert, Sam, a Jack Warner.

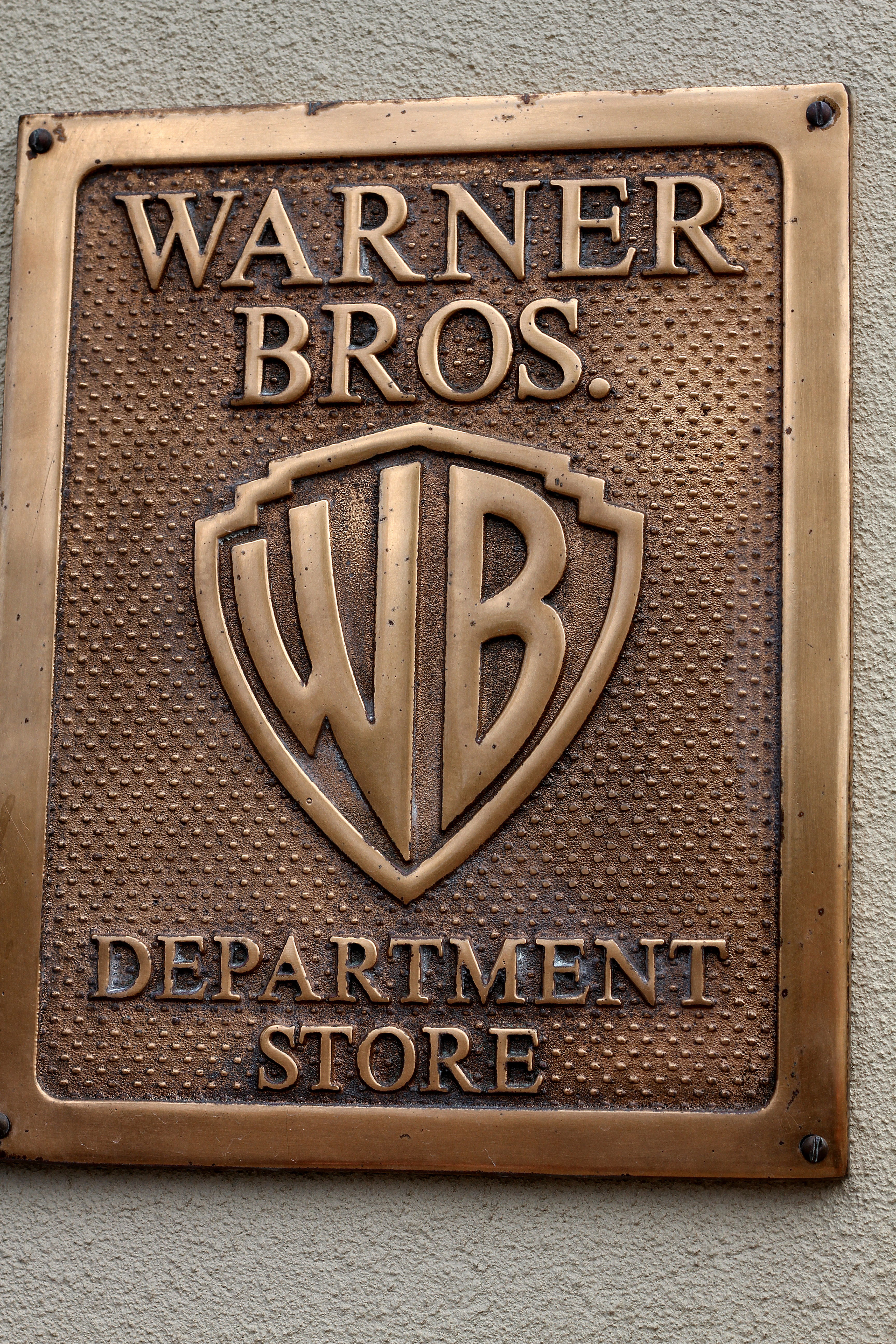
Logo Warner Bros.

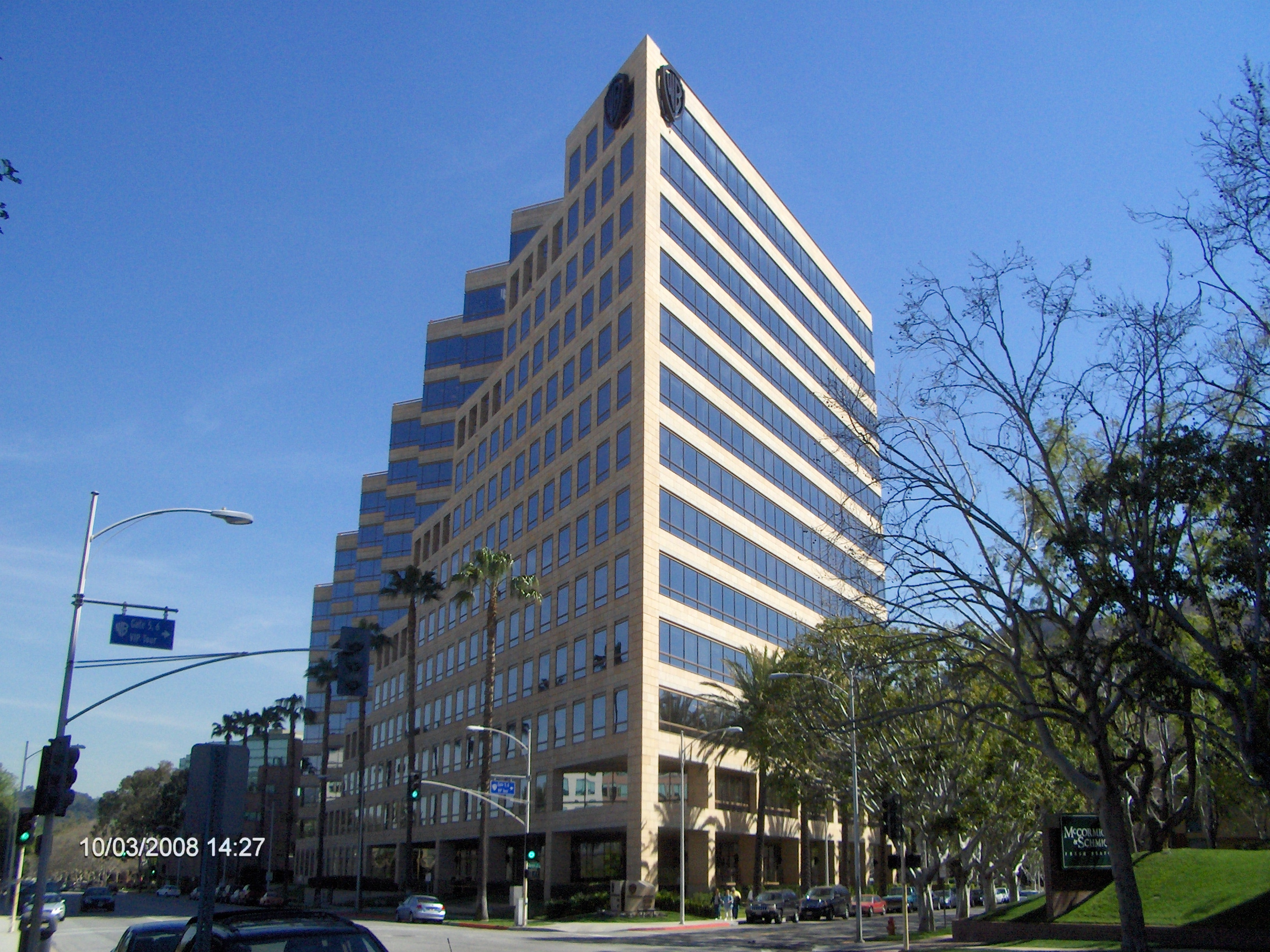
Budova Warner Bros.